# شاغاي-1
جَاغِي الأولى (بالهندستانية: چاغی اول) هو الاسم الرمزي لخمسة تجارب نووية متزامنة تحت الأرض أجرتها باكستان في 28 مايو 1998 في الساعة 15:15 بالتوقيت المحلي، أجريت هذه الاختبارات في منطقة تدعى تلال راس كوه في محافظة بلوجستان.
كان جاغي أول اختبار علني لباكستان للأسلحة النووية، وجاء توقيته كرد مباشر على التجربة النووية الثانية التي أجرتها الهند في بوخران في 11 و13 مايو 1998. أسفرت هذه الاختبارات التي أجرتها باكستان والهند على صدور قرار مجلس الأمن التابع للأمم المتحدة رقم 1172 وفرض عقوبات اقتصادية على كلتا الدولتين من قبل عدد من القوى العظمى وتحديدا الولايات المتحدة واليابان، أصبحت باكستان وبإجرائها لهذه التجارب الدولة السابعة في العالم التي تختبر الأسلحة النووية علنا.

## خلفية الأحداث
أدت العديد من الأحداث والشخصيات التاريخية والسياسية في الستينيات وأوائل السبعينيات إلى تحول باكستان تدريجياً إلى دولة تدير برنامج لتطوير الأسلحة النووية بدأً من عام 1972. بدأت خطط تجارب الأسلحة النووية في عام 1974. أتت تجربة جاغي-1 النووية كنتيجة لأكثر من عقدين من التخطيط والإعداد، إذ أصبحت باكستان السابعة من بين ثماني دول تملك أسلحة نووية تم اختبارها علنًا.
جاء توقيت جاغي-1 كاستجابة مباشرة للتجارب النووية الثانية التي أجرتها الهند (عملية بوكران الثانية) في 11 و 13 مايو 1998 والتي تسمى أيضًا (عملية شاكتي). كان جاغي-1 أول تجربة علنية لباكستان من بين تجربتين علنيتين للأسلحة النووية، أما التجربة النووية الباكستانية الثانية فكانت في 30 مايو 1998 وسميت جاغي-2 .
في عام 2005 ذكرت بينظير بوتو أن باكستان قد يكون لديها سلاح نووي منذ فترة طويلة، وأن والدها أخبرها من زنزانته أن تحضيرات باكستان لإجراء تجربة نووية بدأت في عام 1977، متوقعًا أن تجري باكستان اختبار ذري لقنبلة نووية في أغسطس 1977. على أي حال تأجلت الخطة إلى ديسمبر 1977 وبعد ذلك تأجلت مرة أخرى إلى أجل غير مسمى لتجنب رد الفعل الدولي. وبالتالي تعمدت باكستان أن تجعل برنامجها النووي غامضًا بشكل متعمد.
في المقابلة التي أجراها الصحفي حميد مير مع الدكتور سمر مباركمند على برنامج كابيتال توك والتي عرضت على قناة جيو نيوز الباكستانية في 2005، دعم سمر مباركمند شهادة بينظير بوتو وأكد أن هيئة الطاقة الذرية الباكستانية (يرمز لها اختصارًا PAEC) قد طورت تصميم قنبلة ذرية في عام 1978 وأجرت بنجاح اختبار الأسلحة النووية بعد بناء أول قنبلة ذرية في عام 1983.

## ردود الفعل

### محليا
قوبلت أنباء نجاح التجارب النووية في باكستان باحتفالات في الشوارع. خاطب رئيس الوزراء نواز شريف الشعب الباكستاني عبر قناة تلفزيون باكستان المملوكة للدولة مباركا الأمة بأكملها وأيام الاحتفال التي تلت ذلك في جميع أنحاء باكستان. أصدرت مديرية التطوير التقني التي أجرت اختبارات جاغي-1 البيان التالي بعد فترة وجيزة من الاختبارات:
خلال هذه السنوات الحرجة من تطوير الأجهزة النووية، انتقلت قيادة برنامج التجارب النووية من منير أحمد خان إلى إشفاق أحمد وأخيراً إلى سمر مباركمند.
أعلن الرئيس الباكستاني محمد رفيق طرار حالة الطوارئ والتي أدخلت تدابير لحماية الاقتصاد والعملة الباكستانية.
بعد الاختبار، نشرت وسائل الإعلام الوطنية في باكستان السير الذاتية للعلماء المشاركين. ودُعي كبار العلماء والمهندسين من قبل المعاهد الأكاديمية والجامعات لإلقاء محاضرات في الفيزياء الرياضية والنظرية والنووية والفيزياء الجزيئية. منحت المعاهد عام 1998 المئات من الميداليات الفضية والميداليات الذهبية وشهادات الدكتوراه الفخرية للعلماء والمهندسين المشاركين.

### عالميا
أدان الاتحاد الأوروبي والولايات المتحدة واليابان والعراق والعديد من الدول غير الأعضاء في منظمة التعاون الإسلامي اختبارات جاغي-1 النووية الباكستانية، تبنى مجلس الأمن التابع للأمم المتحدة بالإجماع القرار رقم 1172 الذي أدان التجارب التي أَجْرَتها كل من الهند وباكستان. أجرت الولايات المتحدة سلسلة من المحادثات مع باكستان من عام 1998 إلى عام 1999 لإقناعها بأن تصبح طرفًا في معاهدة الحظر الشامل للتجارب النووية ومعاهدة الحد من انتشار الأسلحة النووية، ولكن باكستان رفضت بسبب مخاوف من نقض الولايات المتحدة لإلتزاماتها الأمنية ومن العلاقات المتنامية بين الهند والولايات المتحدة.
فرضت الولايات المتحدة واليابان وأستراليا والسويد وكندا وصندوق النقد الدولي عقوبات اقتصادية على باكستان. من ناحية أخرى هنأت المملكة العربية السعودية وتركيا وإيران بنجاح التجارب النووية الباكستانية وأقيمت احتفالات كبرى في هذه الدول، في مايو 1998 علقت الولايات المتحدة جميع المساعدات الاقتصادية الجديدة لباكستان مع استمرار المساعدات الإنسانية. تحولت طبيعة المساعدات المقدمة لباكستان من المنح النقدية إلى القروض القابلة للسداد بالعملات الأجنبية. على المدى الطويل رفعت الولايات المتحدة العقوبات بشكل دائم عن باكستان بعد أن أصبحت حليفًا رئيسًا على خط المواجهة في الحرب ضد الإرهاب في عام 2001. أنهت الحكومة الباكستانية برنامج صندوق النقد الدولي في عام 2004 بعد أن حسنت من مواردها المالية.